# Oumar Diakité
Oumar Diakité (Bingerville, 20 december 2003) is een Ivoriaans voetballer die doorgaans speelt als spits. In juli 2023 verruilde hij Red Bull Salzburg voor Stade de Reims. Diakité maakte in 2023 zijn debuut in het Ivoriaans voetbalelftal.

## Clubcarrière
Diakité speelde in de jeugd van ASEC Mimosas en werd hier gescout door Red Bull Salzburg, dat hem in januari 2022 overnam. Hij werd vervolgens direct bij satellietclub FC Liefering gestald voor anderhalf jaar. Bij Liefering kwam de Ivoriaan tot twaalf doelpunten in vijfendertig competitiewedstrijden. Hierna zou hij vertrekken bij Red Bull Salzburg voordat hij in het eerste elftal was uitgekomen.
Stade de Reims nam hem namelijk in de zomer van 2023 over voor een bedrag van circa tweeënhalf miljoen euro en Diakité zette zijn handtekening onder een verbintenis voor de duur van vijf seizoenen. Tijdens de eerste speelronde van het Ligue 1-seizoen liet coach Will Still hem debuteren, tegen Olympique Marseille. Junya Ito zette Reims nog op voorsprong, maar Azzedine Ounahi en Vitinha draaiden de wedstrijd om: 2–1. Diakité maakte zijn eerste doelpunt voor de Franse club in de vierde speelronde, nadat hij een week eerder een strafschop had gemist. Mede door zijn treffer werd op bezoek bij FC Metz met 2–2 gelijkgespeeld.

## Clubstatistieken
| Seizoen | Club              | Competitie | Competitie | Competitie | Beker | Beker | Internationaal | Internationaal | Totaal | Totaal |
| Seizoen | Club              | Competitie | Wed.       | Dlp.       | Wed.  | Dlp.  | Wed.           | Dlp.           | Wed.   | Dlp.   |
| ------- | ----------------- | ---------- | ---------- | ---------- | ----- | ----- | -------------- | -------------- | ------ | ------ |
| 2021/22 | Red Bull Salzburg | Bundesliga | —          | —          | —     | —     | —              | —              | 0      | 0      |
| 2021/22 | → FC Liefering    | 2. Liga    | 12         | 3          | —     | —     | —              | —              | 12     | 3      |
| 2022/23 | → FC Liefering    | 2. Liga    | 23         | 9          | —     | —     | —              | —              | 23     | 9      |
| 2023/24 | Stade de Reims    | Ligue 1    | 28         | 5          | 0     | 0     | —              | —              | 28     | 5      |
| 2024/25 | Stade de Reims    | Ligue 1    | 8          | 2          | 0     | 0     | —              | —              | 8      | 2      |
| Totaal  | Totaal            | Totaal     | 71         | 19         | 0     | 0     | 0              | 0              | 71     | 19     |

Bijgewerkt op 29 oktober 2024.

## Interlandcarrière
Diakité maakte op 9 september 2023 zijn debuut in het Ivoriaans voetbalelftal, tijdens een kwalificatiewedstrijd voor het Afrikaans kampioenschap 2023 tegen Lesotho. Door een doelpunt van Ibrahim Sangaré werd met 1–0 gewonnen. Diakité moest van bondscoach Jean-Louis Gasset in de basisopstelling beginnen en hij speelde het gehele duel. Yahia Fofana (Angers SCO), Evan N'Dicka (AS Roma) en Ousmane Diomandé (Sporting CP).
In december 2023 werd Diakité door Gasset opgenomen in de selectie van Ivoorkust voor het uitgestelde Afrikaans kampioenschap 2023. Op het toernooi ging Ivoorkust door na een overwinning op Guinee-Bissau (2–0) en nederlagen tegen Nigeria (0–1) en Equatoriaal Guinee (4–0). Hierna werden achtereenvolgens Senegal (1–1, 4–5 na strafschoppen), Mali (1–2 na verlenging) en Congo-Kinshasa (1–0) uitgeschakeld. In de finale werd met 1–2 gewonnen van Nigeria, waardoor Ivoorkust Afrikaans kampioen werd. Diakité speelde vijf wedstrijden en maakte in de kwartfinales tegen Mali zijn eerste interlanddoelpunt. Hierna pakte hij een tweede gele kaart, waardoor hij tijdens de halve finale een schorsing uitzat. Zijn toenmalige clubgenoten Ibrahim Diakité (Mali), Yunus Abdelhamid en Amar Richardson (beiden Marokko) waren ook actief op het toernooi.
| Interlands van Guéla Doué voor Ivoorkust | Interlands van Guéla Doué voor Ivoorkust | Interlands van Guéla Doué voor Ivoorkust | Interlands van Guéla Doué voor Ivoorkust | Interlands van Guéla Doué voor Ivoorkust | Interlands van Guéla Doué voor Ivoorkust | Interlands van Guéla Doué voor Ivoorkust |
| №                                        | Datum                                    | Wedstrijd                                | Uitslag                                  | Competitie                               | Goals                                    |                                          |
| Als speler bij Stade de Reims            | Als speler bij Stade de Reims            | Als speler bij Stade de Reims            | Als speler bij Stade de Reims            | Als speler bij Stade de Reims            | Als speler bij Stade de Reims            | Als speler bij Stade de Reims            |
| ---------------------------------------- | ---------------------------------------- | ---------------------------------------- | ---------------------------------------- | ---------------------------------------- | ---------------------------------------- | ---------------------------------------- |
| 1                                        | 9 september 2023                         | Ivoorkust – Lesotho                      | 1 – 0                                    | AK 2023 kwalificatie                     |                                          |                                          |
| 2                                        | 14 oktober 2023                          | Ivoorkust – Marokko                      | 1 – 1                                    | Vriendschappelijk                        |                                          |                                          |
| 3                                        | 17 oktober 2023                          | Ivoorkust – Zuid-Afrika                  | 1 – 1                                    | Vriendschappelijk                        |                                          |                                          |
| 4                                        | 17 november 2023                         | Ivoorkust – Seychellen                   | 9 – 0                                    | WK 2026 kwalificatie                     |                                          |                                          |
| 5                                        | 17 november 2023                         | Gambia – Ivoorkust                       | 0 – 2                                    | WK 2026 kwalificatie                     |                                          |                                          |
| 6                                        | 6 januari 2024                           | Ivoorkust – Sierra Leone                 | 5 – 1                                    | Vriendschappelijk                        |                                          |                                          |
| 7                                        | 18 januari 2024                          | Ivoorkust – Nigeria                      | 0 – 1                                    | AK 2023                                  |                                          |                                          |
| 8                                        | 22 januari 2024                          | Ivoorkust – Equatoriaal-Guinea           | 0 – 4                                    | AK 2023                                  |                                          |                                          |
| 9                                        | 29 januari 2024                          | Senegal – Ivoorkust                      | 1 – 1 (4 – 5 n.s.)                       | AK 2023                                  |                                          |                                          |
| 10                                       | 3 februari 2024                          | Ivoorkust – Mali                         | 2 – 1 n.v.                               | AK 2023                                  | 120+2'                                   |                                          |
| 11                                       | 11 februari 2024                         | Ivoorkust – Nigeria                      | 2 – 1                                    | AK 2023                                  |                                          |                                          |
| 12                                       | 23 maart 2024                            | Ivoorkust – Benin                        | 2 – 2                                    | Vriendschappelijk                        | 69'                                      |                                          |
| 13                                       | 26 maart 2024                            | Ivoorkust – Uruguay                      | 2 – 1                                    | Vriendschappelijk                        |                                          |                                          |
| 14                                       | 7 juni 2024                              | Ivoorkust – Gabon                        | 1 – 0                                    | WK 2026 kwalificatie                     |                                          |                                          |
| 15                                       | 11 juni 2024                             | Kenia – Ivoorkust                        | 0 – 0                                    | WK 2026 kwalificatie                     |                                          |                                          |
| 16                                       | 6 september 2024                         | Ivoorkust – Zambia                       | 2 – 0                                    | AK 2025 kwalificatie                     |                                          |                                          |
| 17                                       | 10 september 2024                        | Tsjaad – Ivoorkust                       | 0 – 2                                    | AK 2025 kwalificatie                     | 55'                                      |                                          |
| 18                                       | 11 oktober 2024                          | Ivoorkust – Sierra Leone                 | 4 – 1                                    | AK 2025 kwalificatie                     | 87' (pen.)                               |                                          |
| 19                                       | 15 oktober 2024                          | Sierra Leone – Ivoorkust                 | 1 – 0                                    | AK 2025 kwalificatie                     |                                          |                                          |

Bijgewerkt op 29 oktober 2024.

## Erelijst
| Afrikaans kampioenschap | 1 | 2023 |